# Circuit Franco-Belge 2025
Il Circuit Franco-Belge 2025, ottantaquattresima edizione della corsa e valevole come trentaseiesima prova dell'UCI ProSeries 2025 categoria 1.Pro, si svolse il 15 agosto 2025 su un percorso di 206,7 km, con partenza da Tournai e arrivo a Mont-de-l'Enclus, in Belgio. La vittoria fu appannaggio del norvegese Jonas Abrahamsen, il quale completò il percorso in 4h53'00", alla media di 42,328 km/h, precedendo il neozelandese Corbin Strong e lo spagnolo Eduard Prades.
Sul traguardo di Mont-de-l'Enclus 104 ciclisti, dei 154 partiti da Tournai, portarono a termine la manifestazione.

## Squadre e corridori partecipanti
| N.      | Cod. | Squadra                |
| ------- | ---- | ---------------------- |
| 1-7     | IWA  | Intermarché-Wanty      |
| 11-17   | ADC  | Alpecin-Deceuninck     |
| 21-26   | JAY  | Team Jayco AlUla       |
| 31-37   | ARK  | Arkéa-B&B Hotels       |
| 41-47   | COF  | Cofidis                |
| 51-57   | TPP  | Team Picnic PostNL     |
| 61-66   | MOV  | Movistar Team          |
| 71-77   | LOT  | Lotto                  |
| 81-87   | IPT  | Israel-Premier Tech    |
| 91-97   | UXM  | Uno-X Mobility         |
| 101-107 | TPV  | Team Polti VisitMalta  |
| 111-117 | CJR  | Caja Rural-Seguros RGA |

| N.      | Cod. | Squadra                     |
| ------- | ---- | --------------------------- |
| 121-127 | TEN  | TotalEnergies               |
| 131-137 | TFB  | Team Flanders-Baloise       |
| 141-147 | EKP  | Equipo Kern Pharma          |
| 151-156 | EUS  | Euskaltel-Euskadi           |
| 161-167 | Q36  | Q36.5 Pro Cycling Team      |
| 171-177 | WBB  | Wagner Bazin WB             |
| 181-187 | TUD  | Tudor Pro Cycling Team      |
| 191-197 | SQD  | Soudal Quick-Step Devo Team |
| 201-206 | VRR  | Van Rysel-Roubaix           |
| 211-217 | TIS  | Tarteletto-Isorex           |
| 221-227 | VWT  | VolkerWessels Cycling Team  |

## Ordine d'arrivo (Top 10)
| Pos. | Corridore         | Squadra    | Tempo    |
| ---- | ----------------- | ---------- | -------- |
| 1    | Jonas Abrahamsen  | Uno-X      | 4h53'00" |
| 2    | Corbin Strong     | Israel     | s.t.     |
| 3    | Eduard Prades     | Caja Rural | s.t.     |
| 4    | Marc Hirschi      | Tudor      | s.t.     |
| 5    | Alex Aranburu     | Cofidis    | s.t.     |
| 6    | Clément Venturini | Arkéa      | s.t.     |
| 7    | Rasmus Tiller     | Uno-X      | s.t.     |
| 8    | Haimar Etxeberria | Kern       | s.t.     |
| 9    | Markus Hoelgaard  | Uno-X      | s.t.     |
| 10   | Fabio Christen    | Q36.5      | s.t.     |